# Vancouver Convention Centre
Le Vancouver Convention Centre est un centre de conférences et d'expositions dans le Canada Place, situé à Vancouver. Établi à proximité du port de Vancouver, il a notamment abrité le Centre principal des médias pendant les Jeux olympiques d'hiver de 2010.
Le bâtiment a un toit végétalisé, et est certifié pour son respect de l'environnement.